# Agnieszka Bender
Agnieszka Stanisława Bender (ur. 1 kwietnia 1962 w Lublinie) – polska historyczka sztuki.

## Życiorys
W 1985 ukończyła na Katolickim Uniwersytecie Lubelskim studia na kierunku historia sztuki. W 1990 uzyskała tamże doktorat w dziedzinie nauk humanistycznych, dyscyplina historia, specjalność historia sztuki, na podstawie napisanej pod kierunkiem Tadeusza Chrzanowskiego dysertacji Złocone kurdybany w Polsce. Z problematyki importu wyrobów artystycznych. W 2004 także na KUL otrzymała stopień doktor habilitowanej nauk humanistycznych w dyscyplinie historia sztuki.
Jej zainteresowania naukowe obejmują takie zagadnienia jak: sztuka nowożytna, sztuka XIX w., rzemiosło artystyczne, sztuka dekoracyjna, kostiumologia, artystyczne relacje polsko-włoskie, polsko-francuskie, polsko-niderlandzkie.
Zawodowo związana z Instytutem Nauk o Kulturze i Religii Wydziału Nauk Humanistycznych Uniwersytetu Kardynała Stefana Wyszyńskiego w Warszawie oraz Instytutem Historii Sztuki Wydziału Nauk Humanistycznych Katolickiego Uniwersytetu Lubelskiego Jana Pawła II.
W latach 2016–2018 pełniła funkcję dyrektorki Instytutu Polskiego w Rzymie. Dyrektorka Muzeum Uniwersyteckiego Historii KUL w Lublinie.
Weszła w skład komitetu wspierającego kandydaturę Karola Nawrockiego na prezydenta RP w wyborach w 2025.
Członkini zarządów Lubelskiego Towarzystwa Naukowego oraz Towarzystwa Naukowego Katolickiego Uniwersytetu Lubelskiego Jana Pawła II.
W 2016 „za zasługi w działalności na rzecz rozwoju nauki” została odznaczona Brązowym Krzyżem Zasługi.
Córka Marii i Ryszarda Benderów. Siostra Bogny Bender-Motyki oraz Iwa Bendera.